# Kostel svatého Jiljí (Huzová)
Kostel svatého Jiljí v Huzové je chráněn jako kulturní památka České republiky. Je farním kostelem římskokatolické farnosti Huzová.

## Historie
Jádro kostela je patrně z 2. poloviny 14. století. V roce 1651 kostel vyhořel, znovu v roce 1787 kdy byla loď nově zaklenuta. Dnešní podoba kostela je z přestavby po požáru rok u 1874. Fara byla v 16. století luterská, později došlo k rekatolizaci.

## Popis
Kostel je orientovaná jednolodní stavba s odsazeným trojboce ukončeným kněžištěm, na severu k němu přiléhá hranolová věž.